# Dudley Kernick
Dudley Henry John Kernick (24 tháng 8 năm 1921 - 15 tháng 12 năm 2019) là một cầu thủ bóng đá người Anh thi đấu ở vị trí tiền đạo. Ông từng thi đấu ở English football league cho Torquay United, Northampton Town và Birmingham City.
Kernick sau khi giải nghệ đã đến Florida, nhưng trở lại Nuneaton vào những năm cuối đời. Ông mất vào tháng 12 năm 2019 lúc 98 tuổi.